# الدوري البلغاري الممتاز 1955
الدوري البلغاري الممتاز 1955 (بالبلغارية: „А“ група 1955)‏ هو الموسم 31 من الدوري البلغاري الممتاز. أشرف على تنظيمه اتحاد بلغاريا لكرة القدم، وكان عدد الأندية المشاركة فيه 14، وفاز فيه سسكا صوفيا.